# Lucy Pagé
Pour les articles homonymes, voir Pagé.
Lucy Pagé (née le 21 juillet 1957 au Gardeur) est une poète et critique littéraire québécoise.

## Biographie
Elle participe à de nombreuses lectures publiques et privées au Québec. Elle a pendant quelque temps aussi donné des conférences sur la littérature, entre autres sur l'écrivaine Virginia Woolf. Elle a de plus collaboré, en tant que critique culturel et littéraire, à quelques journaux régionaux et à des périodiques communautaires. À plusieurs reprises, elle a marié art visuel, musique et poésie. Elle a aussi publié des textes poétiques dans Brèves littéraires, ainsi que des récits, des nouvelles courtes et des poèmes dans La compagnie à numéro. 
En novembre 2004, elle a reçu une « mention d’excellence» de la Société des écrivains canadiens, section Montréal, pour son recueil de poésie Marcher sur tes os, lors du Salon du livre de Montréal. En mai 2005, elle recevait le premier prix de poésie du concours Brèves littéraires pour une suite inédite de L'Écho des tambours, prévu pour publication en 2006. 
Elle rédige un mémoire de maîtrise en philosophie (éthique) à l'Université de Sherbrooke.

### Livres
- Marcher sur tes os, Éditions 3, Laval, 2003, 80 p. (Collection Opale).   (ISBN 2-89516-056-2).

- Le corps en écharpe, Marcel Broquet,la nouvelle édition, St-Sauveur, 2010, 69 p. (Collection Pulsion).  (ISBN 978-2-92-371534-6).

### Poèmes
- L'Écho des tambours, Brèves littéraires No 7, 2005.
- Le Cabanon rouge, La compagnie à numéro, No Papa, 2005.
- Ex Abrupto, La compagnie à numéro, No Le Meurtre, 2004.
- Ils sont passés chez toi, Poètes contre la guerre (Internet), 2004.

## Honneurs
- 2004 : Mention d'excellence de la Société des écrivains canadiens, section Montréal
- 2005 : Prix Brèves littéraires- Poésie, L'Écho des tambours.

### Sources
- Turgeon, Louise, Marcher sur tes os (poésie + mention d'excellence), *Planète Québec